# Red Hill (Brisbane)
Pour les articles homonymes, voir Red Hill.
Red Hill est un quartier ouest de Brisbane (Queensland, Australie), situé à environ trois kilomètres au nord-ouest du centre d'affaires (CBD).

## Description
Le quartier de Red Hill, principalement résidentiel, est vallonné. Il est traversé par la Enoggera Creek (en), rivière qui se jette dans le fleuve Brisbane, quelques kilomètres en aval, après avoir changé son nom en Breakfast Creek (en), au-delà de la fruticée de Three Mile Scrubs dans le quartier de Kelvin Grove (en).

## Histoire
Avant 1925, Red Hill faisait partie de la ville d'Ithaca, ultérieurement rattachée à Brisbane.

## Sports
Red Hill héberge le siège de l'équipe de rugby à XIII des Brisbane Broncos, membre de la National Rugby League.

## Notoriété
Le quartier de Red Hill connaît une relative notoriété grâce au roman de Nick Earls (en) Zig Zag Street dont le titre reprend le nom d'une rue de Red Hill.